# Forte di Monte Ercole

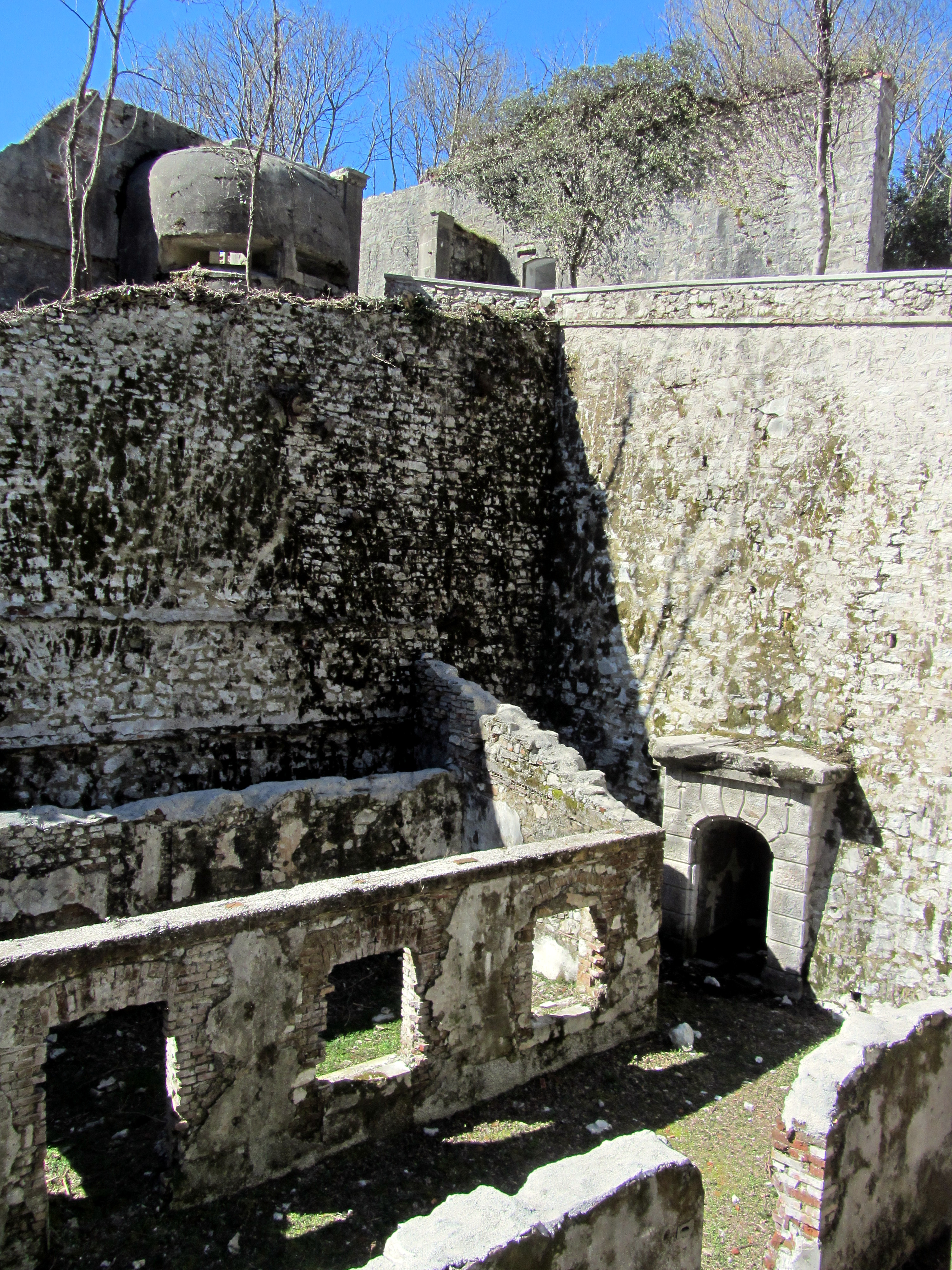
Kaponniere für Maschinengewehre und Räume zum Laden der Artilleriegranaten mit den Treibladungen; Forte di Monte Ercole in Ospedaletto

Das Forte di Monte Ercole ist eine ehemalige italienische Befestigungsanlage auf dem Gipfel des Monte Ercole bei Ospedaletto, einem Ortsteil der Gemeinde Gemona del Friuli in der Region Friaul-Julisch Venetien. Die Anlage entstand zwischen 1904 und 1913 zur Verteidigung der Grenze zwischen dem Königreich Italien und dem Kaiserreich Österreich-Ungarn.

## Geographische Lage

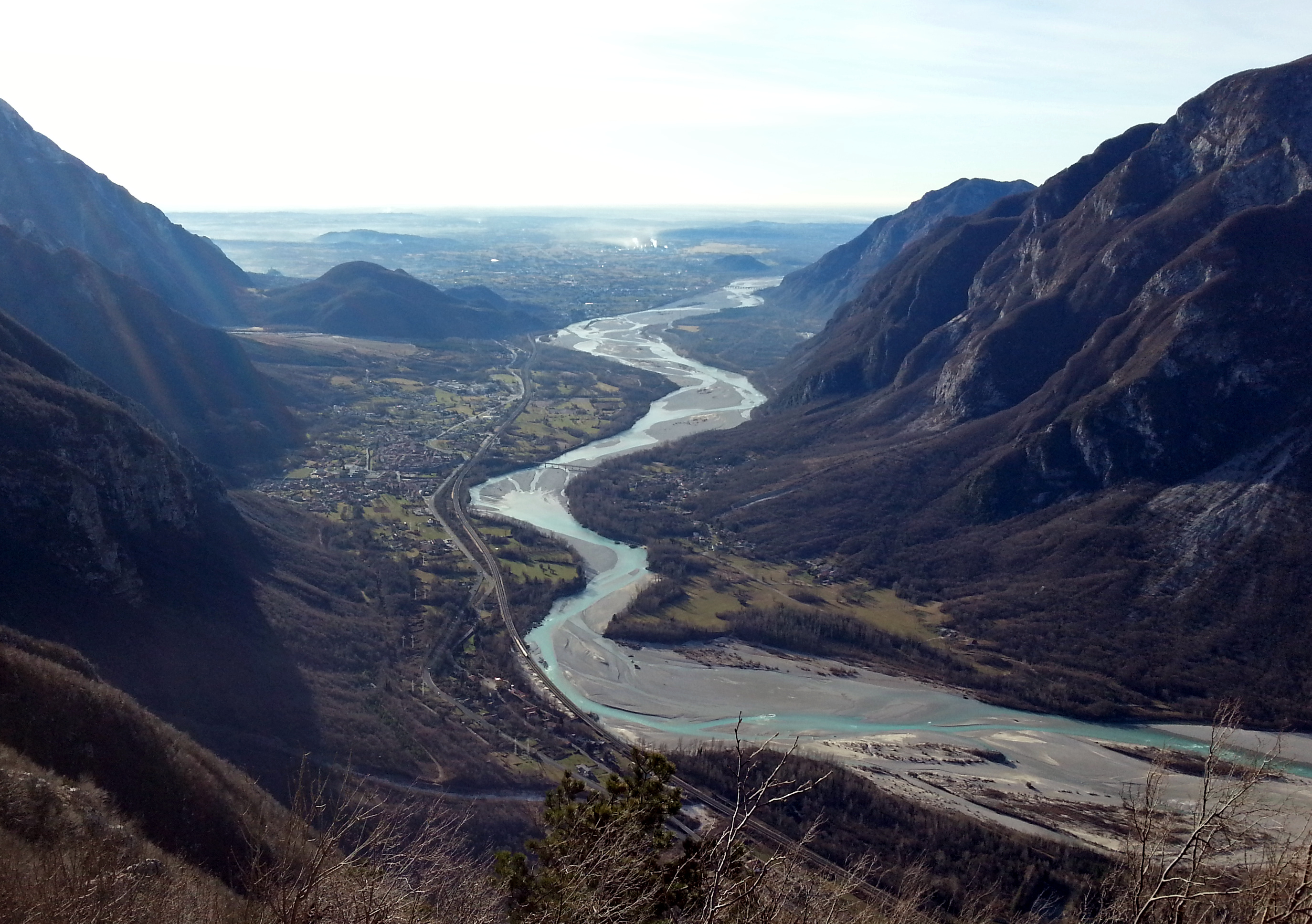
Das Tal des Tagliamento mit der Engstelle bei Venzone. Links der Bildmitte der Hügel des Monte Ercole vom militärischen Beobachtungspunkt am Monte Soreli aus

Das Forte di Monte Ercole liegt am nördlichen Rand der norditalienischen Tiefebene am Beginn des Tagliamento-Tals. Es wurde auf der orographisch linken Flussseite auf einem kleinen Hügel über der Ortschaft Ospedaletto auf 305 m s.l.m. an den westlichen Ausläufern der Bergkette von Monte Chiampon-Monte Stol errichtet.
Das Werk sollte den nördlich von Ospedaletto liegenden Abschnitt zwischen der Fellamündung in den Tagliamento und die südlich davon liegende Engstelle bei Venzone sperren, und damit einen gegnerischen Vormarsch über die zwei Einbruchsstellen, Plöckenpass und Tarvis, vor Erreichen der Tiefebene im Friaul aufhalten. Der Monte Ercole bildet dabei eines der letzten natürlichen Hindernisse bis zur Adria.

## Geschichte
Die Gegend um Ospedaletto war wegen ihrer Lage schon immer ein wichtiger Straßenpunkt an der antiken Via di Alegmana. Darüber hinaus kam dem Ort mit dem angrenzenden und leicht zu erreichenden Monte Ercole eine besondere strategische Bedeutung als Aussichts- und Verteidigungspunkt zu. Davon zeugt beispielsweise die Schlacht von Ospedaletto zu Beginn des Fünften Koalitionskrieges am 11. April 1809, zwischen der österreichischen Armee unter Erzherzog Johann von Österreich und der französischen Armee unter dem Befehl von General Jean-Baptiste Broussier. Auf einer kleinen Höhe in der Nähe des Ortszentrums kann man heute noch die Festungsanlagen aus napoleonischer Zeit sehen.

### Die Sperrgruppe „Oberer Tagliamento“

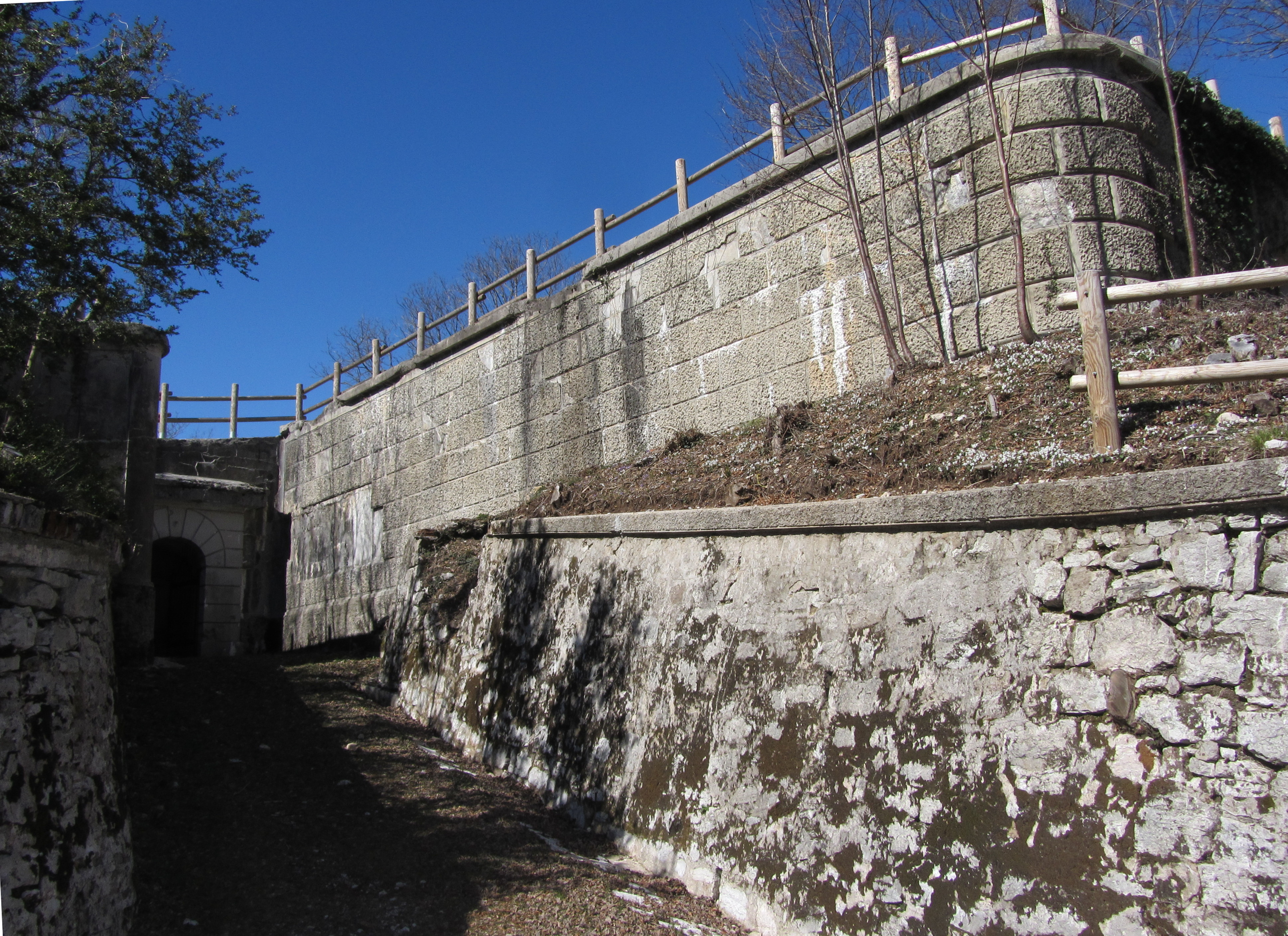
Kehlseite mit dem Zugang zum Batterieblock

Die geographische Lage war auch bei der Errichtung der Sperrgruppe „Oberer Tagliamento“ zu Beginn des 20. Jahrhunderts mitausschlaggebend. Nach dem Dritten Italienischen Unabhängigkeitskrieg und dem Anschluss Venetiens an das Königreich Italien ergab sich die Notwendigkeit, potentielle Einbruchsstellen an der neuen Staatsgrenze im Nordosten abzusichern. Wegen verschiedener Faktoren, hauptsächlich bedingt durch die angespannte Finanzlage, wurde das erste dahingehende Projekt erst Anfang der 1880er-Jahre von einer Kommission des italienischen Generalstabs unter dem Vorsitz des Generals Giuseppe Salvatore Pianell ausgearbeitet. Die Unterzeichnung des Dreibunds mit Österreich-Ungarn und dem Deutschen Kaiserreich 1882 führte aber dazu, dass das Projekt vorübergehend in die Schublade gelegt wurde. Das Misstrauen gegenüber der Donaumonarchie, bedingt auch durch den Ausbau der österreich-ungarischen Sperrwerke an der Grenze zu Italien, ließ die Dringlichkeit, ein Pendant auf italienischer Seite zu schaffen, bald wieder aufleben. Der Generalstabschef des italienischen Heeres, Alberto Pollio leitete mit Erlaubnis des damaligen Kriegsministers Paolo Spingardi in den Jahren 1904–1905 den Plan für die Realisierung eines effizienten Verteidigungskomplexes im Lichte der erneuerten Festungstheorie und der schnellen Fortschritte der damaligen Militärtechnologie ein.
Im Bereich Oberer Tagliamento – Fella wurde diese Aufgabe den Sperren Monte Festa, Chiusaforte, Monte Ercole und Osoppo anvertraut. Diese wurden durch verschiedene Artilleriestellungen verstärkt, die auf den Höhen Col Curnic, Monte Sflincjs, Monte Somp-Pave und Cumieli-Palmbaro-Sella Sant'Agnese errichtet wurden. Letztere hatten auch die Aufgabe, eventuelle Umgehungsversuche zu blockieren. Daneben entstanden zahlreiche unterstützende Stellungen, wie Artilleriebeobachtungsposten, die auf den umliegenden Höhen (Monte Soreli, Monte Brancot, Monte San Simeone) erbaut wurden.
Südlich dieser Verteidigungslinie entstanden Pläne für die Errichtung einer zweiten Sperrgruppe namens „Mittlerer Tagliamento“ mit dem Kommandositz in Colloredo di Monte Albano. Sie bestand aus den Sperren, die zwischen dem Ort Buja und den Bergen Bernadia, Campeon und Faeit lagen. Der Tagliamento-Übergang zwischen Pinzano und Ragogna sollte mit einem doppelten Brückenkopf auf dem Col Colat am rechten Tagliamentoufer und in Susans und auf dem Monte di Ragogna auf der linken Uferseite gesichert werden. Zwischen Tricesimo, Fagagna, Modoletto Santa Margherita di Gruagno und Col Roncone sollten weitere Panzerwerke das hügelige Gebiet im Alpenvorland im mittleren Friaul absichern.
In einem solchen Verteidigungssystem kam den Sperrwerken die Aufgabe zu, die Kommunikationswege an strategisch wichtigen Punkten, wie Gebirgspässen und Brücken, systematisch unter Beschuss zu nehmen, um so den Vormarsch der gegnerischen Truppen zu verzögern und zu behindern. Darüber hinaus dienten sie im Falle eines Gegenangriffes als Stütze für die Logistik und die Verteidigung. Als 1904 die Arbeiten an der Sperre Monte Ercole begannen, entstanden entlang der Staatsgrenze im Nordosten des Königreiches mehrere Panzerbatterien vom Typ „Rocchi“, benannt nach dem General der Genietruppe Enrico Rocchi, der diesen Bautyp konzipierte. Die strategisch-militärische Bedeutung, die man der Nordostgrenze beimaß, geht auch daraus hervor, dass von den insgesamt 48 zwischen 1904 und 1913 errichteten Werken dieses Typs allein 44 an der Grenze zu Österreich-Ungarn entstanden. Die Sperre Ospedaletto sollte den Tagliamentodurchbruch bei Venzone, die Straße und Eisenbahnlinie nach Tarvis und die Straßenverbindung Cavazzo – Interneppo – Bordano sperren. Zudem konnte dank der Stellungen am Monte Cumieli und Monte Palombaro der Übergang in das Valle del Torre über den Sattel Foredôr auf dem Monte Chiampon kontrolliert werden, auch wenn der Übergang nur teilweise mit Fahrstraßen ausgebaut war.
Der Bau des „Werkes am Monte Comielli“, wie es laut Projekt zunächst benannt war, wurde am 8. Oktober 1904 mit einer an die Gemeinde Gemona gerichteten Anfrage eingeleitet. Darin bat der Kommandant der 6. Kompanie des 5. Genie-Regiments um Auskunft über die Besitzer der Grundstücke auf dem Monte Cumieli, auf denen sich Quellen befanden, die die Wasserversorgung des Werkes sichern sollten. Keine vier Wochen später übermittelte am 3. November das Territorialkommando in Padua der Direktion der Genietruppen in Venedig den Befehl, die für den Bau des Werkes vorgesehenen Grundstücke unter Beschlag zu nehmen. Im Laufe des Jahres 1907 war der Großteil der Bauten bereits vollendet. Die Anlagen wurden erst zwischen 1913 und 1915 mit dem Einbau der Elektrogeneratoren fertiggestellt, die den Strom für die elektrische Beleuchtung und für die Bewegung der Panzerkuppeln der Geschütztürme im Batterieblock lieferten. Zwischen Februar und Mai 1915 führte das 8. Festungsartillerieregiment auf Forte di Monte Ercole mehrere Übungsschießen mit Ziel Bergsattel Foredôr durch.

### Erster Weltkrieg

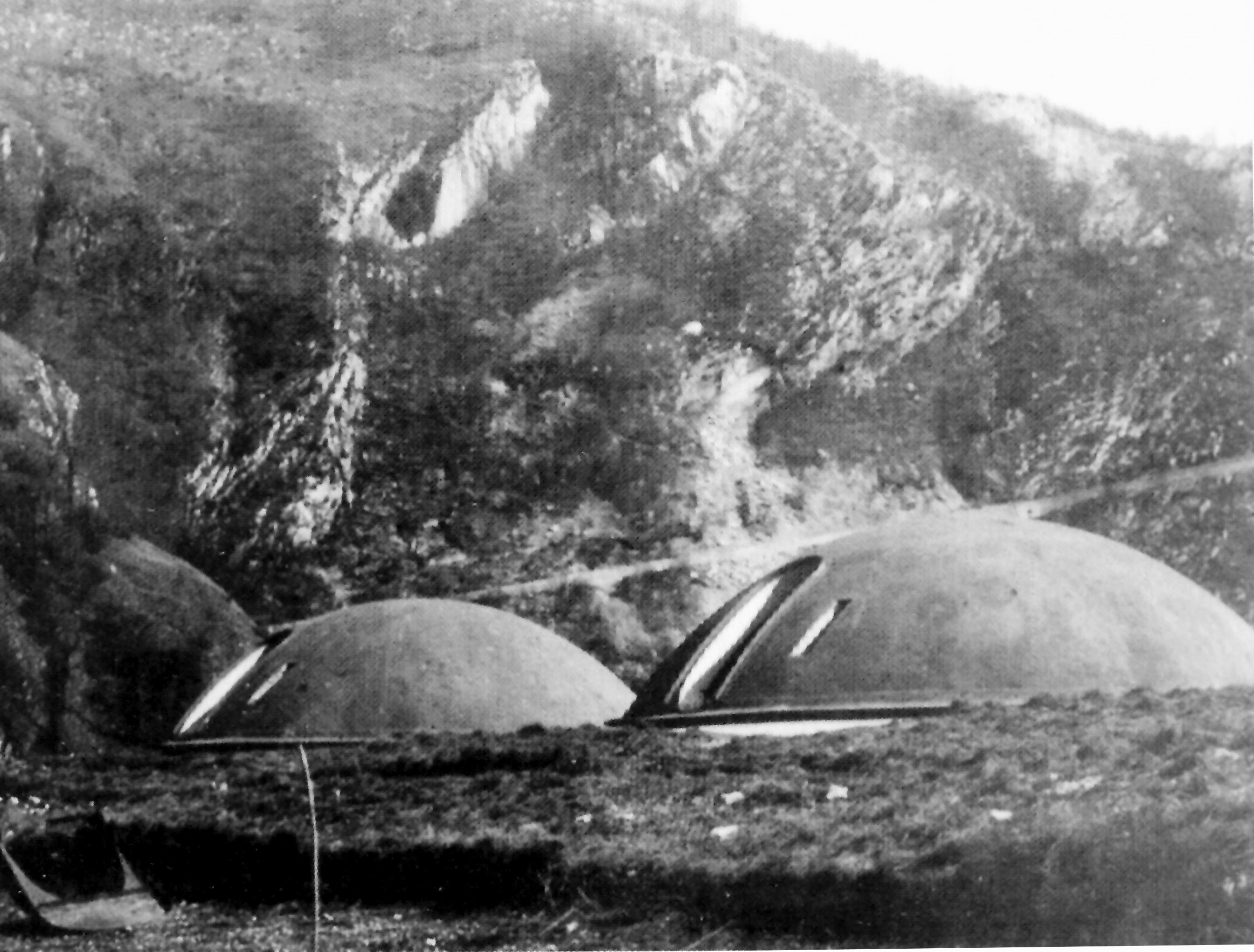
Die desarmierten Panzerkuppeln

Das Werk Monte Ercole war bereits vor dem italienischen Kriegseintritt veraltet und kaum in der Lage schwerem Artilleriebeschuss standzuhalten.
Da die Front nach Beginn der Kriegshandlungen am 24. Mai 1915 außerhalb der Reichweite der Werksartillerie lag und sich die italienischen Angriffsbemühungen auf die Bereiche des Isonzo und des Karst konzentrierten, begann man noch im Sommer 1915 mit der Desarmierung des Werkes. Fortan diente es vor allem als logistisches Zentrum und als Munitionslager. Bewacht war es vom 8. Festungsartillerieregiment und von Truppen der Territorialmiliz. Wie die anderen Festungen der Sperrgruppe „Oberer Tagliamento“ unterstand Werk Monte Ercole dem Abschnittskommando „Carnia“. Ein zwischen 1916 und 1917 ausgearbeiteter Plan, mit dem die Sperrgruppe durch feldmäßige Stellungen verstärkt werden sollte, kam wegen fehlender Ressourcen nicht zur Ausführung. Ende Mai 1917 wurden schließlich auch die vier 149/35-A-Kanonen in den Panzertürmen ausgebaut. Lediglich drei 149G-Kanonen verblieben im Sperrwerk.
Nach dem österreichisch-deutschen Durchbruch bei Karfreit, dem italienischen Caporetto, im Zuge der Zwölften Isonzoschlacht, am 24. Oktober 1917 wurden die verbliebenen Geschütze abgezogen. Beim chaotischen Rückzug der 2. Armee vom Isonzo kam es in den folgenden Tagen zu teils widersprüchlichen Befehlen. Ein am 25. Oktober vom Abschnittskommando Carnia ergangener Befehl, die drei in den flankierenden Feldstellungen verbliebenen 149G-Kanonen in das Resiatal zu verlegen, kam man aus unbekannten Gründen nicht nach. Erst am Abend des 27. Oktober wurden die drei Geschütze über den Tagliamento abgezogen.
Am Tag darauf, den 28. Oktober 1917, erteilte Generalmajor Antonino Di Giorgio, Kommandeur des Sonder-Armeekorps (italienisch Corpo d’Armata speciale), das den Rückzug der 2. Armee decken sollte, den Befehl die Anlage zu sprengen. Allerdings konnte der Befehl wegen eines gegenläufigen Befehls nicht ausgeführt werden, da Generalleutnant Francesco Rocca von der 63. Infanterie-Division mittlerweile eine Kompanie des II. Bataillons des 49. Infanterieregimentes „Parma“ zur Bewachung des Werkes abgestellt hatte. Erst am Tag darauf bestätigte General Rocca seinem Bataillonskommandeur, Major Francesco Morelli, dass die Anlage zu sprengen und das Sprenggelatinedepot am Lago di Ospedaletto zu verminen sei. Der Befehl wurde nach der Evakuierung des Dorfes um 16.00 Uhr desselben Tages ausgeführt. Die Explosion verursachte Schäden an verschiedenen Gebäuden des Werkes, während der desarmierte Batterieblock nicht beschädigt wurde. Zerstört wurden, wie angeordnet, die noch im Werk befindliche Munition, Verpflegung sowie andere für den Gegner noch nutzbare Materialien. Des Weiteren entstanden durch die Explosion Schäden am Kloster Santo Spirito und an anderen Gebäuden des Dorfes, das vorher evakuiert worden war.
Am Vormittag des 30. Oktobers wurde Ospedaletto und das Werksgelände vom 1. und von Teilen des 4. Bataillons des k.k. Kaiserschützen-Regiments „Bozen“ Nr. II der k.k. 22. Schützendivision (Generalmajor Rudolf Müller) besetzt. Damit kam man dem Befehl des Generals und Befehlshabers des k.u.k. I. Korps Alfred Krauß nach, der die wichtige strategische Bedeutung des Werks erkannt hatte. Die Besetzung des Forts durch österreichisch-ungarische Truppen endete Anfang November 1918 nach Inkrafttreten des Waffenstillstands von Villa Giusti und dem Rückzug derselben.

### Zweiter Weltkrieg

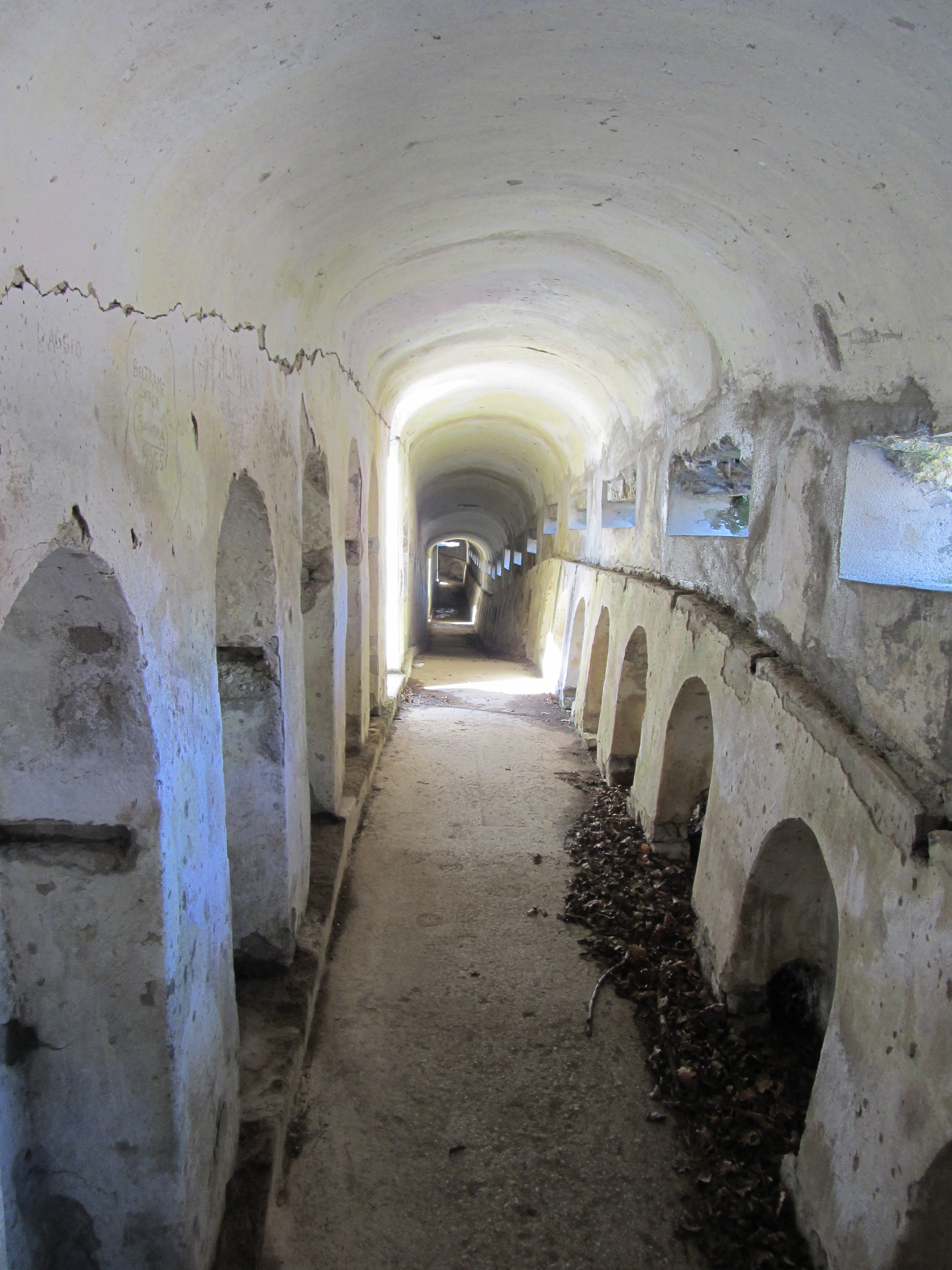
Die Nahverteidigungsanlage mit der Schützengalerie

Zwischen 1944 und 1945 wurden im Zweiten Weltkrieg von der Organisation Todt mehrere Bunker, Stollen und Schützengräben in der näheren Umgebung des Werkes errichtet, die zum Teil unvollendet blieben. Am 3. Mai 1945 lieferten sich unterhalb der Sperre an der Staatsstraße Pontebbana britische Panzer der 6th Armoured Division Gefechte mit abziehenden deutschen Truppen. Dabei wurden zwei Panzer P40 der 24. Waffen-Gebirgs-(Karstjäger-)Division der SS zerstört. Am Tag zuvor waren Angehörige der SS-Karstjäger-Division am Massaker im Ort Avasinis auf der gegenüberliegenden Uferseite des Tagliamento beteiligt, bei dem 48 Zivilisten, darunter Frauen und Kinder, getötet wurden.

### Nachkriegszeit
Große Teile der eisernen und steinernen Elemente, die die Explosion überdauert hatten (wie die Fensterpfosten) scheinen entfernt worden zu sein. In der Nachkriegszeit wurde die Festung, die eine militärische Liegenschaft blieb, vernachlässigt und die Verbuschung machte die Anlagen fast unzugänglich.
Anlässlich des 100. Jahrestages des Ersten Weltkrieges wurden Sicherungs-, Reinigungs-, Restaurierungs- und Aufwertungsarbeiten an der Anlage vorgenommen, wobei ein thematischer Rundgang mit Informationstafeln und eine Ausstellung historischer Bilder erstellt wurden. Darüber hinaus wurde der Zugang zum Pulvermagazin und einigen einsturzgefährdeten Gebäuden gesperrt.

## Beschreibung

### Aufbau

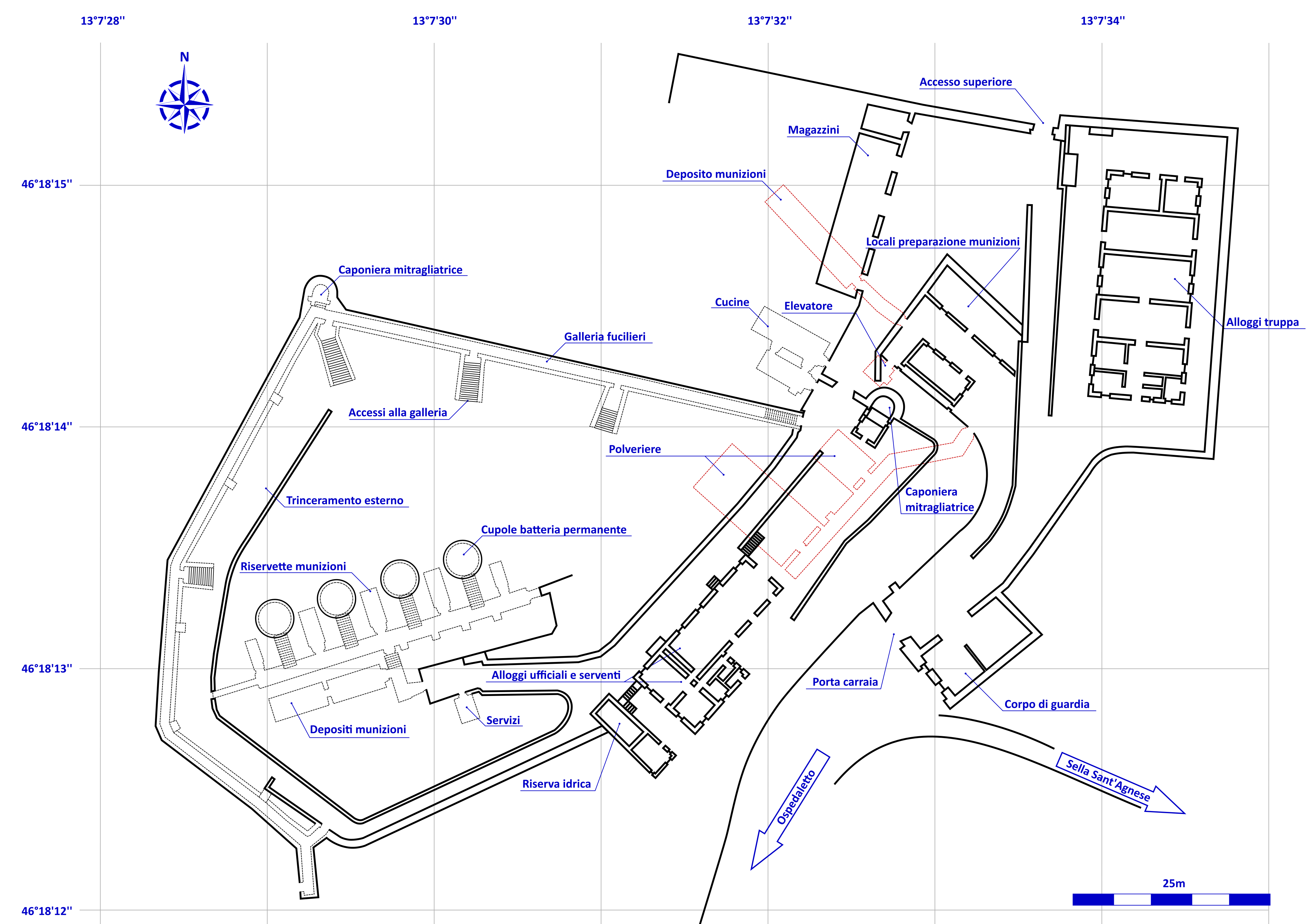
Grundriss der Festung, links der Batterieblock, rechts oben die Mannschaftsunterkünfte

Im Gegensatz zu den Panzerwerken der Sperrgruppe am mittleren Tagliamento, die zum Großteil aus einem einzigen massiven Baukörper bestanden, wurden bei Forte di Monte Ercole die verschiedenen Werkseinrichtungen auf mehrere Bauten verteilt. Die etwa 100 Höhenmeter über dem Flussbett des Tagliamento liegende Festung, ursprünglich als „Werk Monte Comielli“ bezeichnet, wurde dabei so strukturiert, dass sie sich den geomorphologischen Gegebenheiten des Standorts anpasste. Zugleich wurde die Lage für die Tarnung und den Schutz des Werkes ausgenutzt, in dem die einzelnen Einrichtungen auf unterschiedlichen Höhenstufen versetzt errichtet wurden. Für diese Wahl spielten auch finanzielle Gründe eine Rolle, da nicht alle Werkseinrichtungen beschusssicher erbaut werden mussten. Lediglich der Batterieblock und das Pulverlager mussten einem direkten Beschuss standhalten und daher kaverniert oder in Betonbauweise erbaut werden. Für die anderen Einrichtungen, wie die Unterkünfte, konnte auf billigere Baumaterialien zurückgegriffen werden.
Die von Ospedaletto errichtete Werkstraße führt nach einigen Kehren zum Werkseingang im unteren Teil der Anlage.

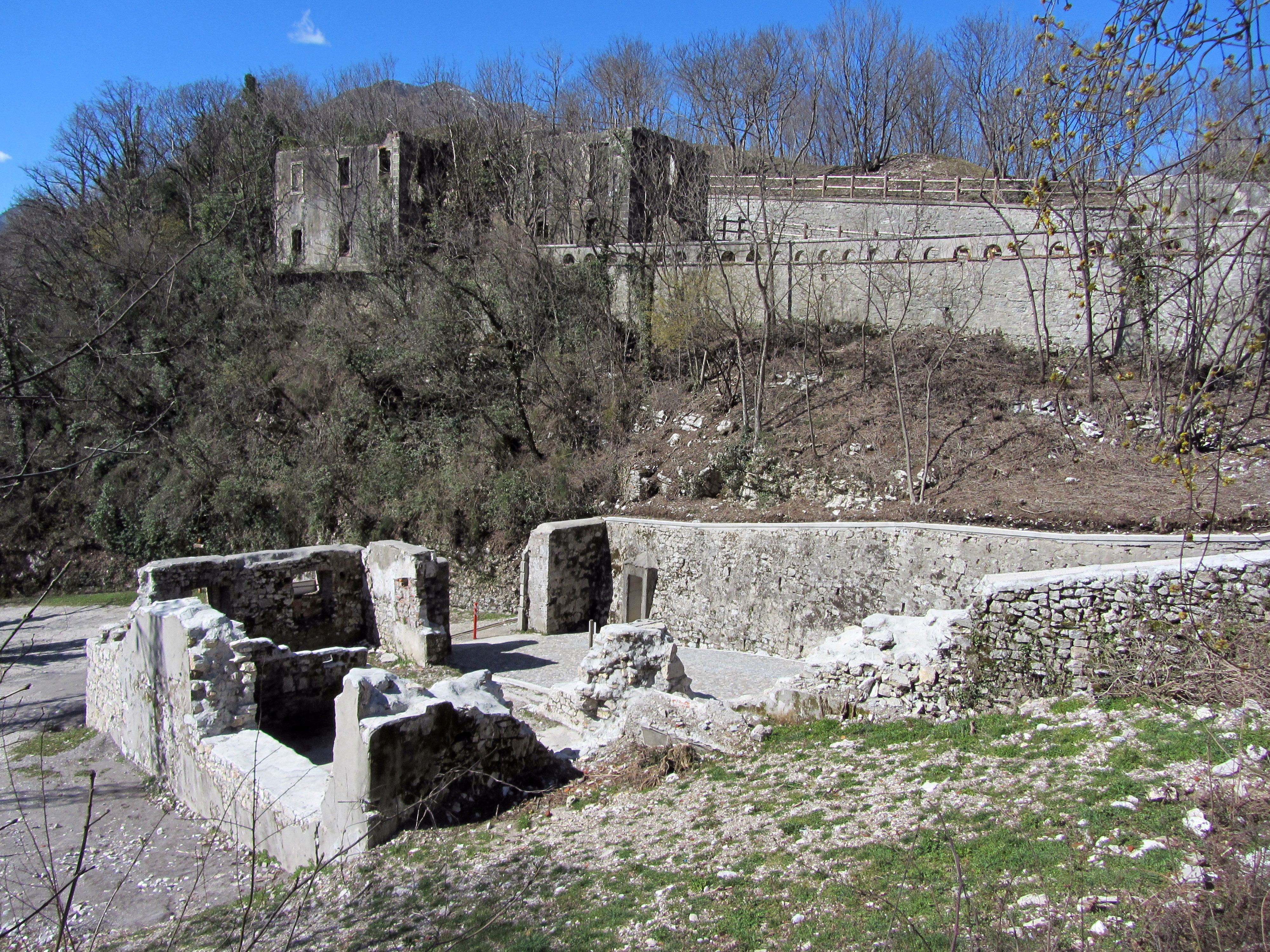
Wachhaus am Eingang in den unteren Festungsbereich und darüber liegende Offiziersquartiere

#### Unterer Festungsbereich
Der untere Bereich des Sperrwerks wurde auf der feindabgewandten Seite errichtet und mit einer Außenmauer umgeben. Neben dem Wachposten und dem Gebäude der Wachmannschaft befindet sich hier das zweigeschossige und nur noch als Ruine erhaltene Unterkunftsgebäude der Mannschaften. Daneben eine, der zwei Zisternen des Werkes, die von Quellen am Monte Cumieli gespeist wurden. Letztere konnten erst nach einer 1905 getroffenen Übereinkunft mit den Gemeinden Gemona und Venzone für die Wasserversorgung genutzt werden. An der gegenüberliegenden Felswand liegen zwei Eingangsportale in die kavernierten und beschusssicheren Pulver- und Munitionslager. Dazwischen eine weitere kleine Kaverne mit dem Schacht des ehemaligen Munitionsaufzugs. In der davor liegenden Ruine wurden die Artilleriegeschosse mit den Treibladungen aufmunitioniert, bevor sie mit dem Munitionsaufzug in den oberen Festungsbereich transportiert wurden. Eine kurze gepflasterte Straße verbindet den unteren mit dem etwa 10 Meter höher gelegenen oberen Festungsbereich.

#### Oberer Festungsbereich
Der obere Bereich ist an seiner Ostseite ebenfalls mit einer Außenmauer mit Schießscharten eingegrenzt. Auf dem dahinter liegenden Innenhof lag rechts ein einstöckiges Gebäude, das als Lagerraum oder als Stall für Tragtiere genutzt wurde. Daran anschließend zwei Räume, die miteinander durch Türen verbunden sind und in denen die Küche untergebracht war. Sie sind neben den Räumen im Batterieblock die einzigen Räumlichkeiten, die noch erhalten geblieben sind. Gegenüber der Werksküche liegt eine ausbetonierte Kaponniere für ein Maschinengewehr Modell Gardner Kaliber 10,33 mm. Die als Grabenstreiche konzipierte Kaponniere konnte die obere Außenmauer und den dahinter liegenden Innenhof sowie den Zugangsweg vom unteren Festungsbereich unter Beschuss nehmen. Hinter dem Maschinengewehrstand lag direkt anschließend das obere Schachtende des Munitionsaufzugs. Auf der gegenüberliegenden Seite befindet sich neben der Küche der gemauerte Treppenaufgang in die Nahverteidigungsanlage. Letztere umgibt den Batterieblock auf drei Seiten und besteht aus einer abgedeckten Schützengalerie mit zahlreichen Gewehrschießscharten. Die Schützengalerie ist wiederum mit vier Treppenaufgängen zu einem parallel darüber verlaufenden Schützengraben verbunden, der für aufrecht stehende Schützen bestimmt war. Im nordwestlichen Eckpunkt der ausbetonierten Schützengalerie befindet sich eine weitere Kaponniere für ein Maschinengewehr. Die zweigliedrige Nahverteidigungsanlage war mit Drahtverhauen vor Infanterieangriffen geschützt. Vom Innenhof führt der Zugangsweg leicht abgewinkelt und ansteigend zur Kehlseite des Werkes mit dem Eingangsportal zum Batterieblock. Davor liegt auf der linken Seite ein zweigeschossiges Gebäude, das nur noch als Ruine erhalten ist. Darin befanden sich die Offiziersquartiere sowie die Unterkünfte für die Mannschaften, die für die Bereitschaft im Batterieblock abgestellt waren. Links des Eingangs zum Batterieblock befindet sich ein kleiner Raum, in dem die Sanitäreinrichtungen lagen.

#### Batterieblock
Hinter dem Eingangsportal führt ein Gang im rechten Winkel und einigen Stufen zum Korridor mit der Batterie. Davor finden sich zwei hintereinander liegende Räume, in denen womöglich die fertigen, mit den Treibladungen aufmunitionierten 149-mm-Granaten deponiert waren. Neben den Stufen befand sich ein kleiner Lastaufzug für den Transport der Artilleriegranaten zu den vier Panzertürmen. An den beiden Enden des Korridors liegen größere fensterartige Öffnungen, die zum Abzug der Rauchgase nach dem Abfeuern der 149/35-A-Kanonen dienten. Vom Korridor führen einige steile Stufen in die vier Panzertürme, in denen sich die 149/35-A-Kanonen unter den Panzerkuppeln befanden. Die oberen Treppenausgänge sind später zugemauert und die Geschützstände mit Zement aufgefüllt worden. Neben den Aufgängen zu den Panzertürmen befinden sich kleine Räume für den Munitionsvorrat der Turmgeschütze. Im Raum am äußersten linken Ende des Batterieblocks war die Feuerleitstelle untergebracht, die mit Telefonleitungen mit dem außerhalb des Werkes liegenden Artilleriebeobachter verbunden war.

### Bewaffnung
Die Bewaffnung bestand aus:

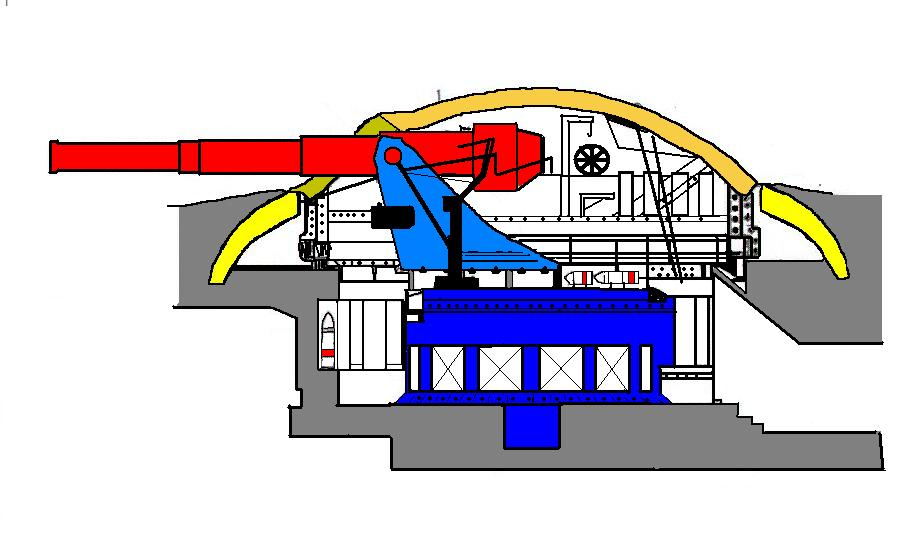
Schema des Panzerturms für eine Kanone 149/35 A unter Panzerkuppel Armstrong

- Vier Kanonen 149/35 A unter drehbaren Panzerkuppeln vom Typ Armstrong.[25] Die 14 cm starken Panzerkuppel schützten lediglich gegen Shrapnell-Beschuss und gegen Splitterwirkung.[26] Die maximale Reichweite der Panzerturm-Geschütze lag bei 14,2 km.
- Vier Kanonen 75/A[25]
- Zwei Maschinengewehre Modell Gardner Kaliber 10,33 mm auf Dreibeinen für die Nahverteidigung

Dem Werk unterstanden zudem:
- Vier Kanonen 149G, die je nach Bedarf in zwei verschiedene Feldstellungen verschoben werden konnten.[27]

### Flankierende Feldstellungen

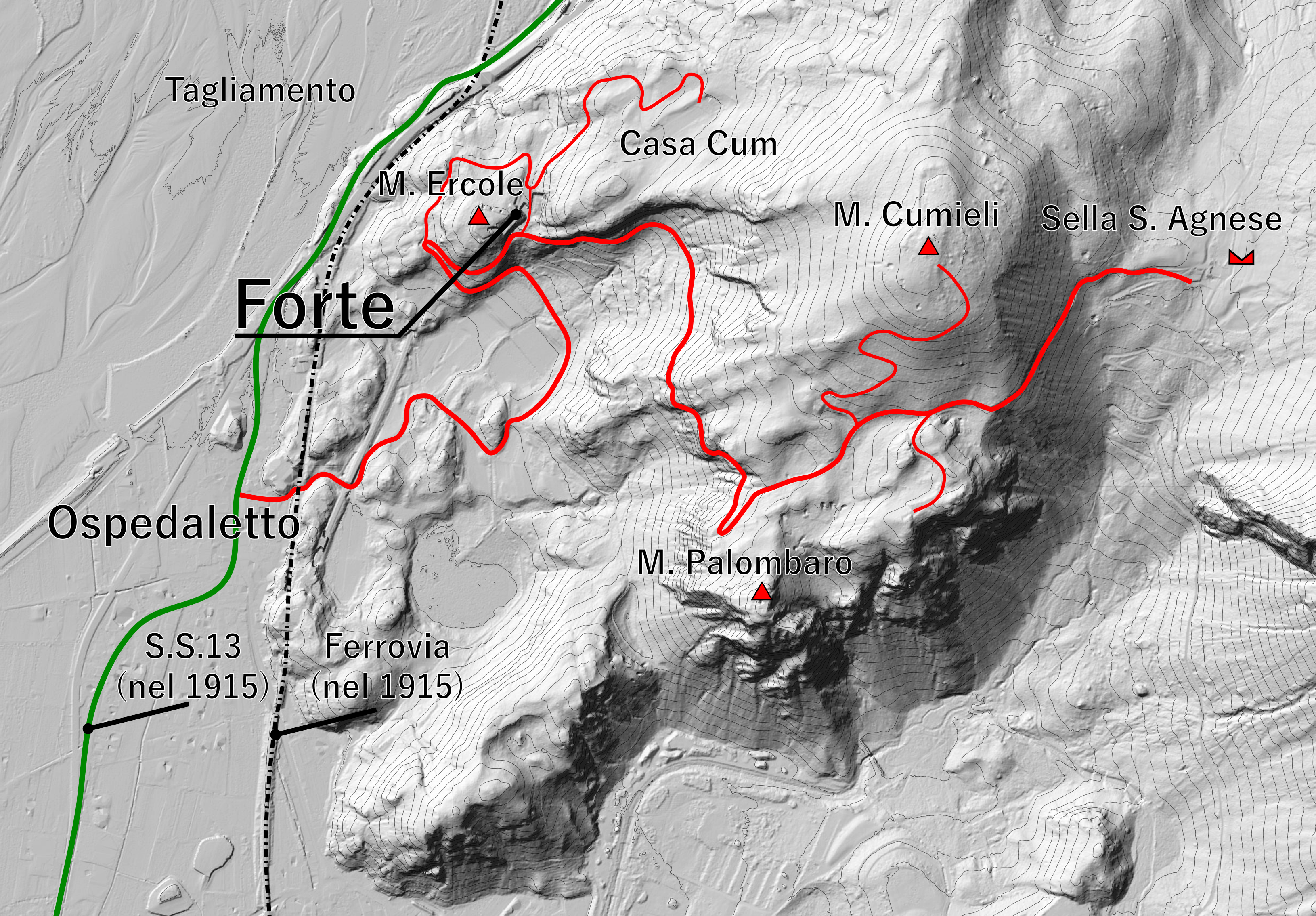
Karte mit den um das Forte di Monte Ercole errichteten Militärstraßen (in rot hervorgehoben)

Zum Verteidigungssystem am Monte Ercole gehörten folgende flankierende und zum Großteil offene Feldstellungen:
- Artilleriebeobachter auf dem Gipfel des Monte Cumieli (571 m s.l.m.). Lenkte das Feuer sowohl der Panzerbatterie vom Werk Monte Ercole, als auch das der anderen flankierenden Batterien. Im Sommer-Herbst 1915 wurden hier zusätzlich Flugabwehr-Geschütze aufgestellt.[24]
- Artilleriestellung am Monte Palombaro für vier 149G-Kanonen auf Festungslafette in Barbette.[28] Von hier aus fand das Übungsschießen im Frühjahr 1915 auf den Sattel Foredôr statt.[29]
- Offene Feldstellung am Colle Cum für vier 149G-Kanonen;
- Geschützstellung an der Sella di Sant’Agnese für vier 87B-Kanonen[30]
- Kavernierte Maschinengewehrstellungen in bei Costa Gringhiona über der Sella Sant’Agnese.

1916 wurden im Zuge des Baus einer Widerstandslinie am Tagliamento weitere Verteidigungsanlagen, wie Schützengräben, Kavernen und Maschinengewehrstellungen errichtet.

## Zugangswege
Die Festung ist zu Fuß über einige bequeme Feldwege zu erreichen, die aber nicht mit Privat-PKWs befahrbar sind. Der kürzeste Zugang geht von der Ortschaft Ospedaletto aus (1,3 km), man kann die Festung aber auch von Gemona aus über die Sella di Sant’Agnese entlang der Panorama-Militärstraße, die zu den Festungswerken gehört, erreichen.(ca. 6 km).